# Egby kyrka
Ej att förväxla med Eggby kyrka.
Egby kyrka är den minsta kyrkan på Öland. Den är församlingskyrka i Köpingsviks församling i Växjö stift.

## Kyrkobyggnaden
Det är troligt att den allra första kyrkan i Egby var en liten enkel byggnad i form av en stavkyrka. Under mitten av 1100-talet uppfördes den nuvarande kyrkan i kalksten bestående av långhus, kor och absid. Koret skildes från långhuset med en smal triumfbåge. I absiden var det ännu bevarade altaret placerat.
Med anledning av det oroliga politiska läget i Östersjöområdet förhöjdes under 1200-talet långhusets murar, varvid kyrkan erhöll en övervåning med små skottgluggar och fick karaktär av sockenfästning eller försvarskyrka. Övervåningen bars upp av valv vilande på en kraftig mittpelare. Koret erhöll ett lågt kryssvalv. Kyrkan försågs under 1300-talet med en sakristia på norrsidan i anslutning till koret och ett vapenhus på sydsidan. Torn saknades. Istället hade en mindre klockstapel byggts på mitten av långhusets tak. Under 1700-talet genomgick kyrkan, som tydligen under 1600-talet fått förfalla, ett flertal underhållsarbeten och reparationer. Exempelvis reparerades yttermurarna, yttertakets spånbeklädnad ersattes med tegel, fönster förstorades och nya bröts upp. Exteriören rappades och vitkalkades.
En omfattande ombyggnad ägde rum 1818–1835 varvid ett torn uppfördes i väster med lanternin för kyrkklockan. Interiört förändrades då 1200-talets kyrkorum radikalt genom att valven raserades och försågs med tunnvalv i trä. Endast den lilla absidens valv bevarades. Koret förenades med långhuset, varvid triumfbågen utplånades. Huvudingången förlades till det nybyggda tornet. År 1959 ägde en omfattande yttre och inre restaurering rum, då långhusets sydportal murades igen och ersattes av ett fönster. Absiden frilades genom att altaruppsatsen flyttades till södra väggen. Bänkinredningen byttes ut mot en helt ny.

## Inventarier
Inventarier i Egby kyrka:
- Altaret är murat av öländsk kalksten, och har tillkommit under medeltiden.[förtydliga] Skivan har i hörnen och i mitten inhuggna konsekrationskors. Altaret är det enda på Öland som har bevarats i originalskick.
- Altarringen utförd 1818 och femsidigt bruten.
- Nils Linhart Lindman och Grauber utförde 1756 altaruppsatsen med centralmotivet Kristi himmelsfärd.
- Predikstolen med ljudtak i byggdes i rokoko 1755 av Nils Lindman och Grauber. Korgen pryds med bilder av Guds lamm samt blommor, bär, fåglar och rocailler.
- Dopfunten är av gotländsk sandsten, och på den skildras Julevangeliet.
- I kyrkan finns också en pietàskulptur, Jungfru Maria med den döde Kristus i sitt knä, 1400-talets början.
- Brudbänk från 1763, tillverkad av Jon Olofsson och Anders Frimodig.
- Primklockan från 1764.
- Sluten bänkinredning, 1959.
- Orgelläktare med utsvängt mittparti.
- Kyrkan har en ringklocka gjuten 1632 av Medadus Gesus.

## Bildgalleri

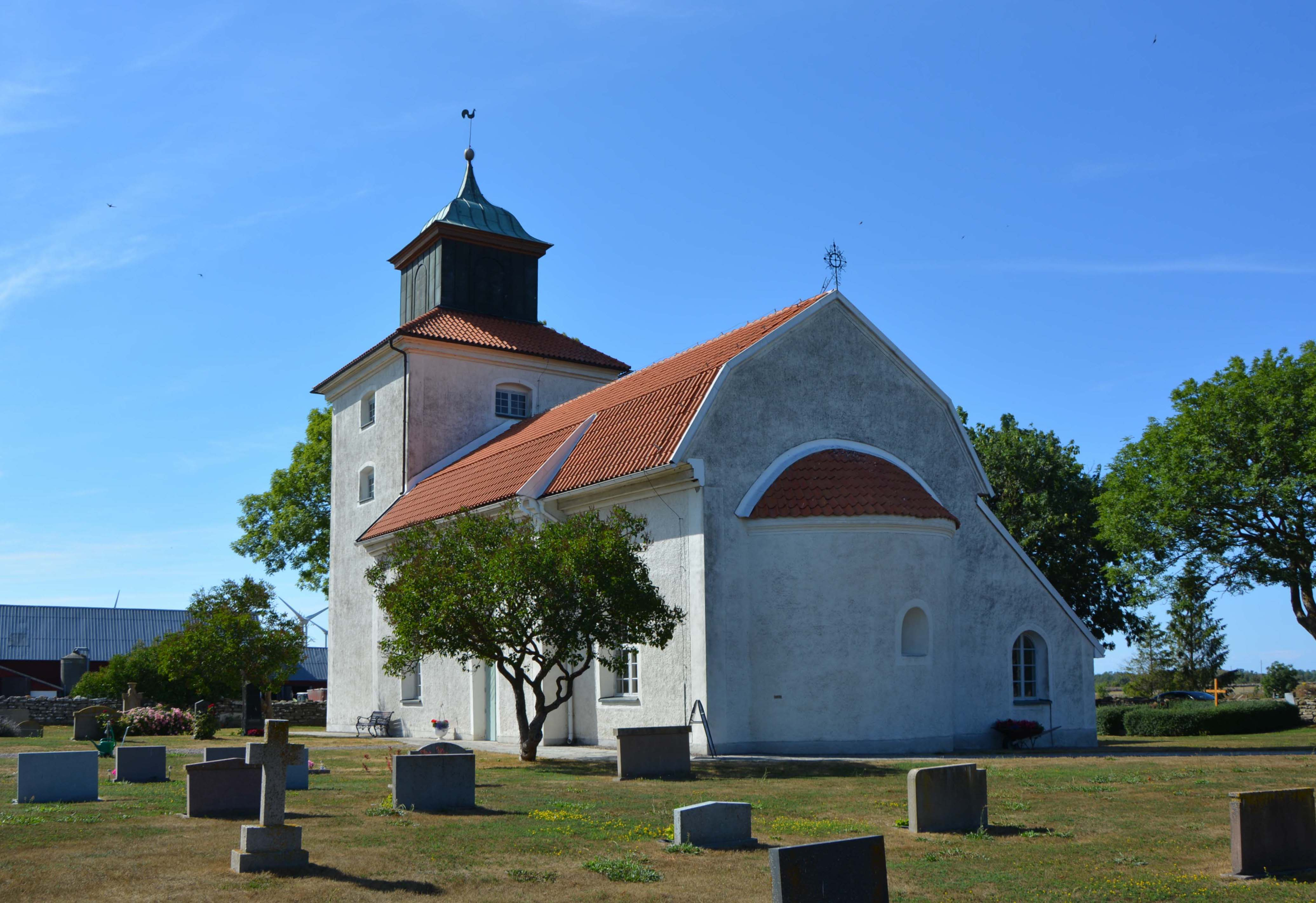
Kyrkan från sydöst.
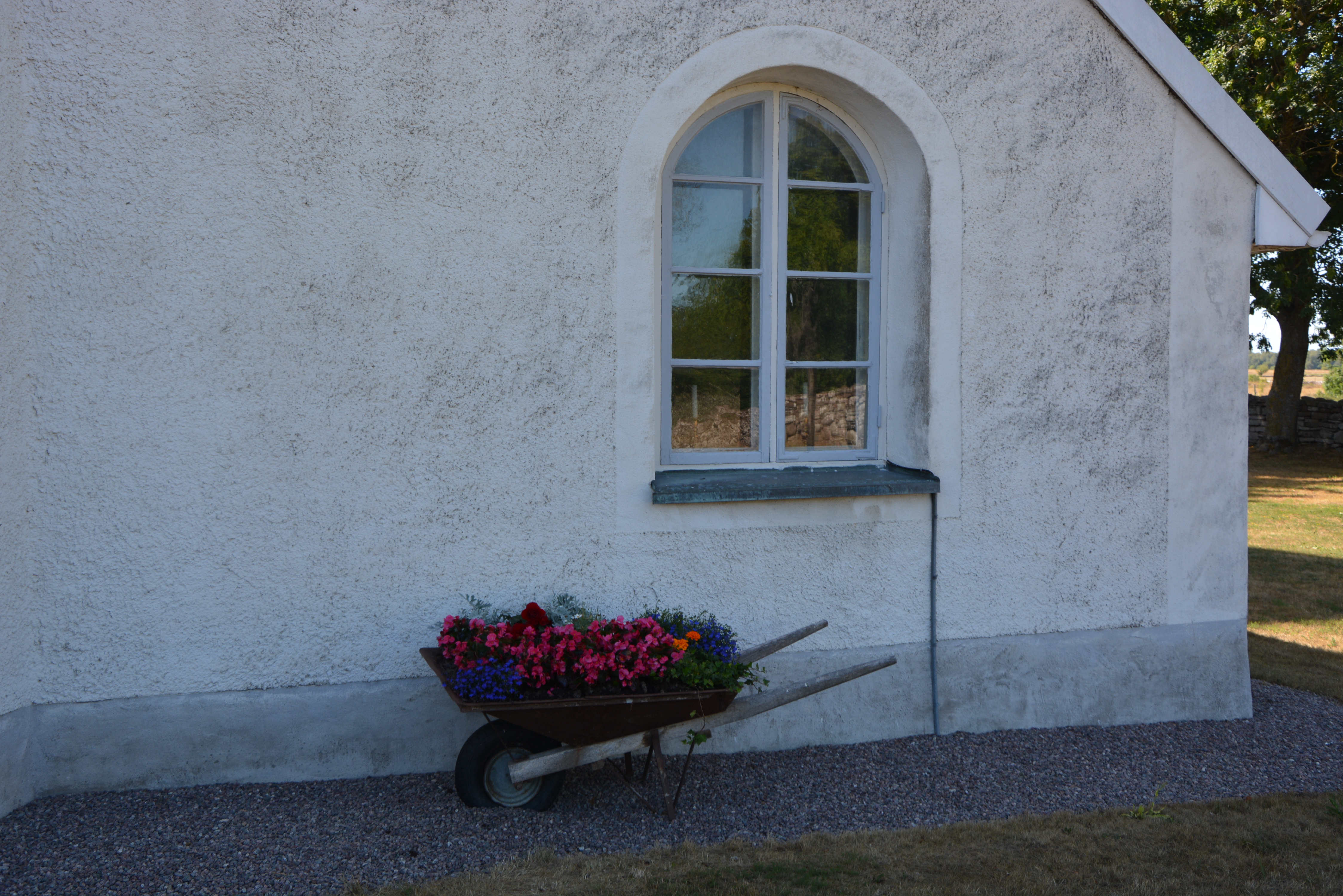
Sakristian.
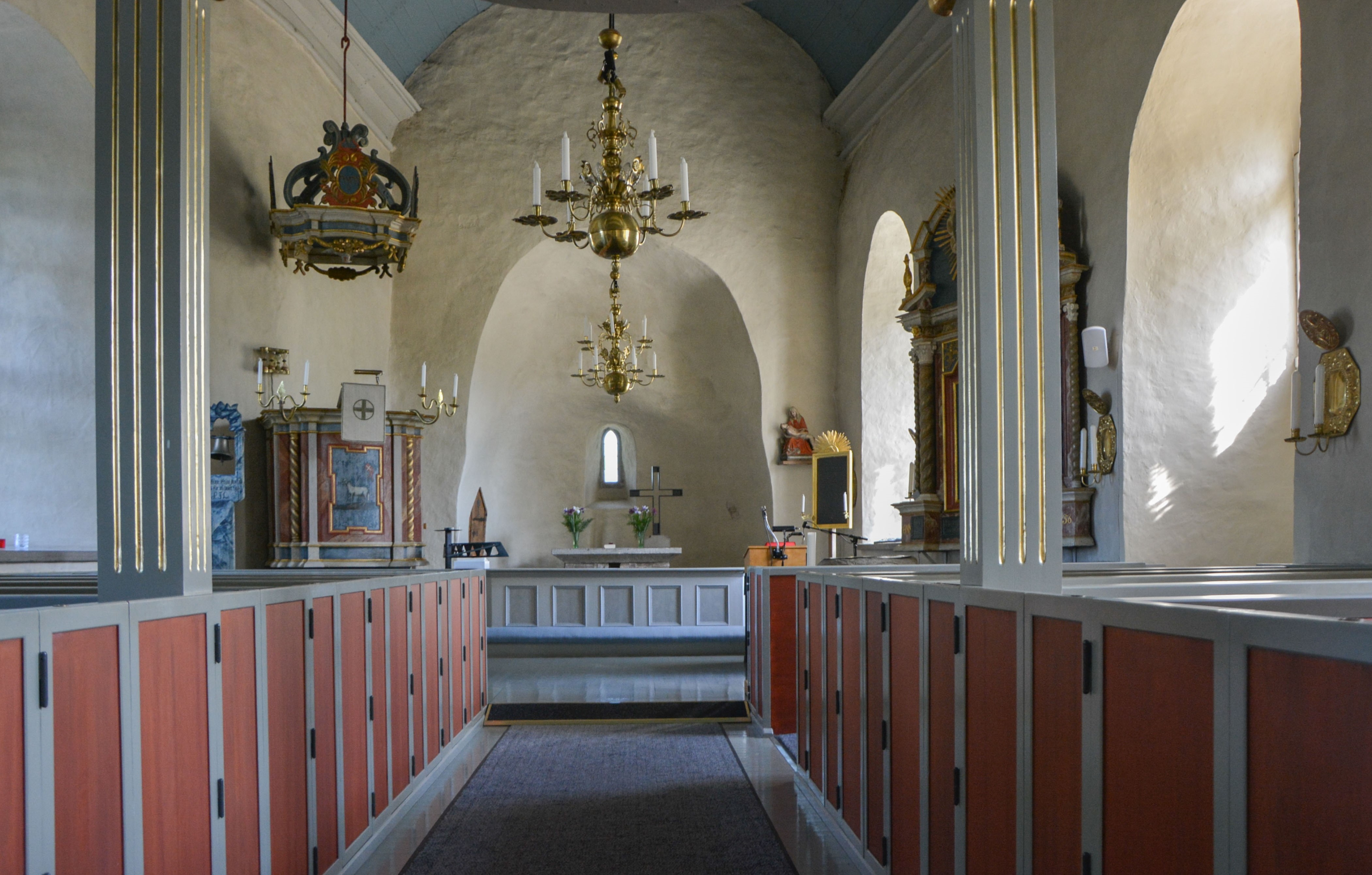
Interiör mot öster.
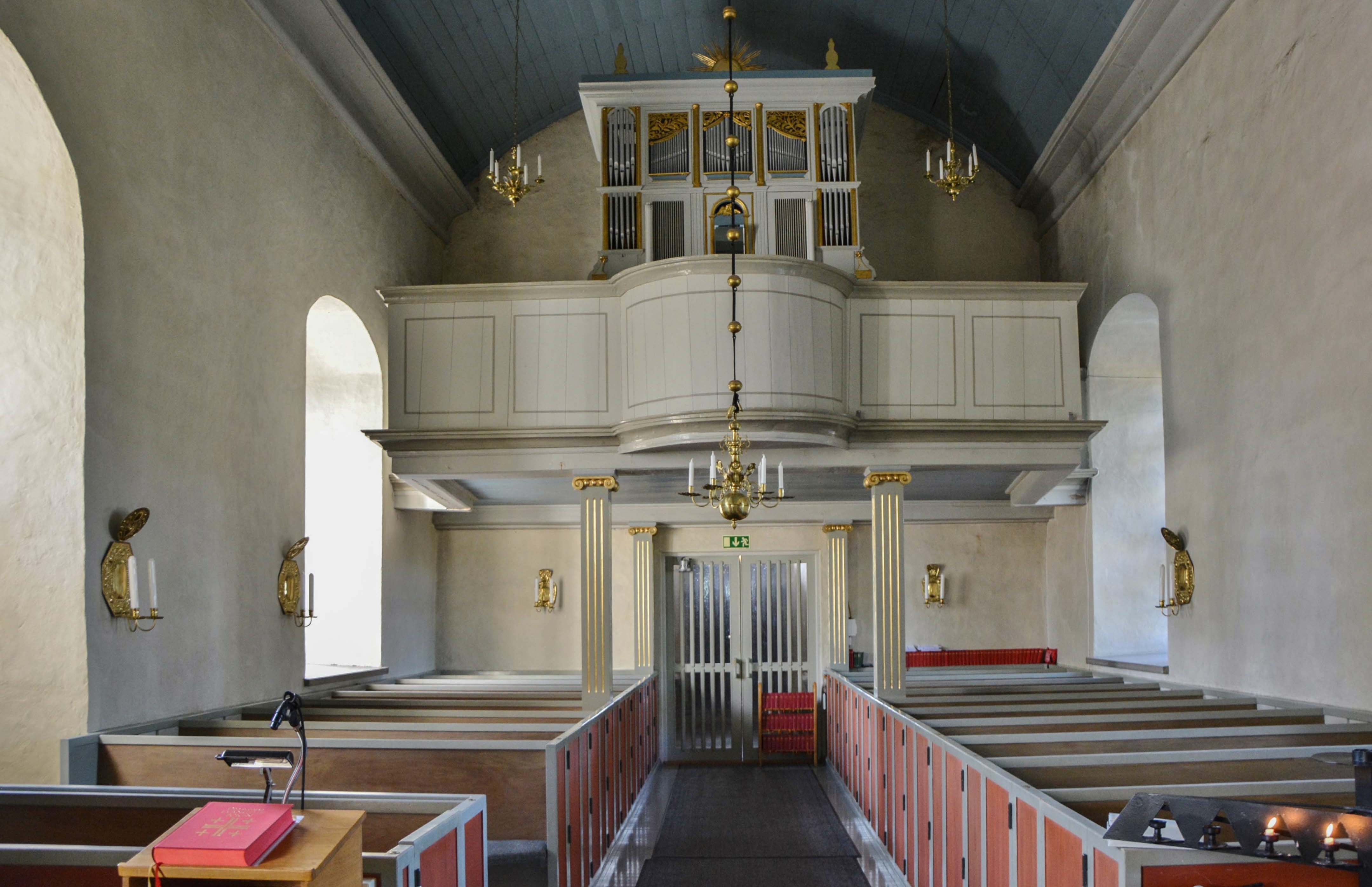
Interiör mot väster med orgelläktaren.
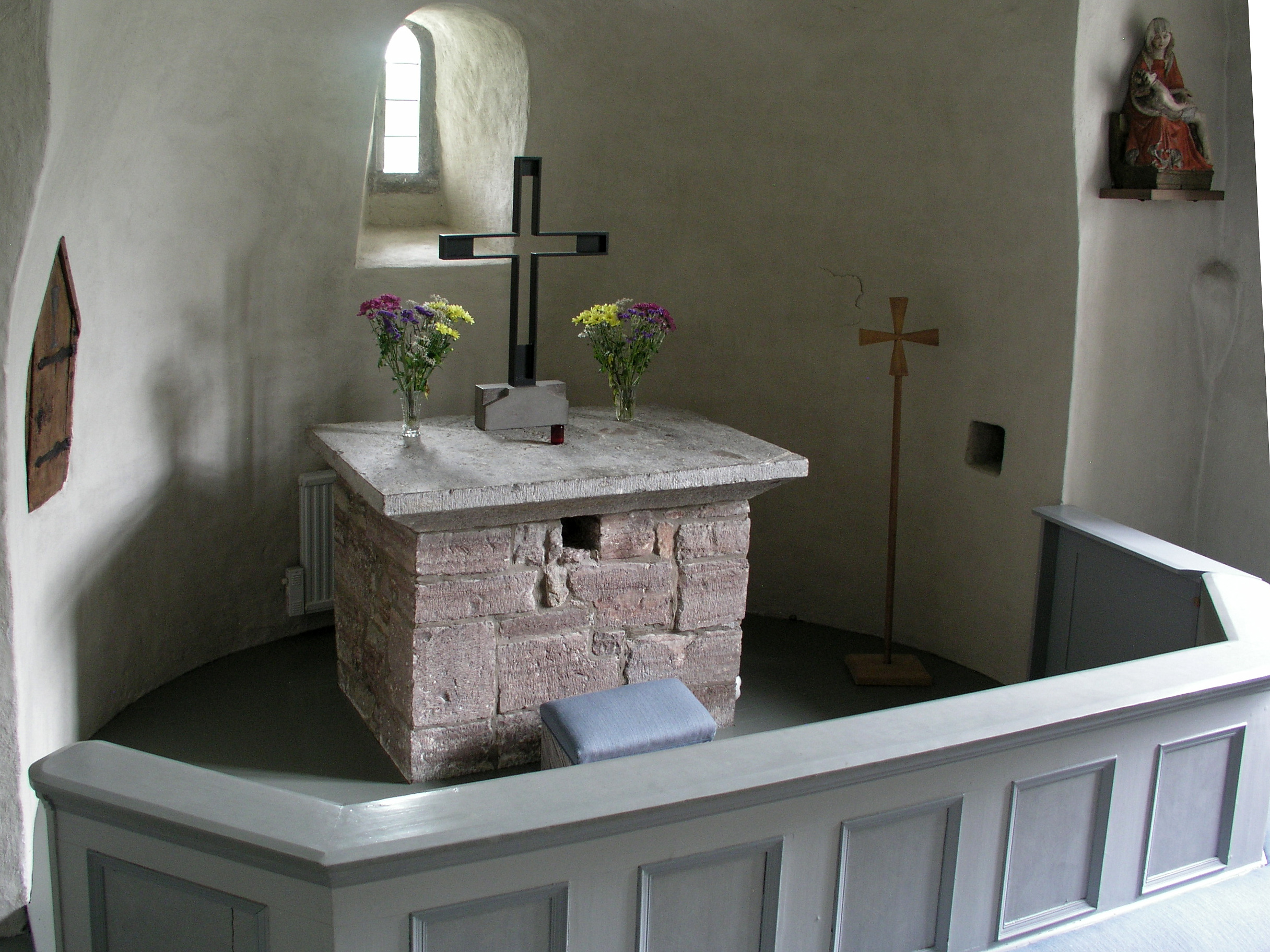
Det medeltida altaret i original.
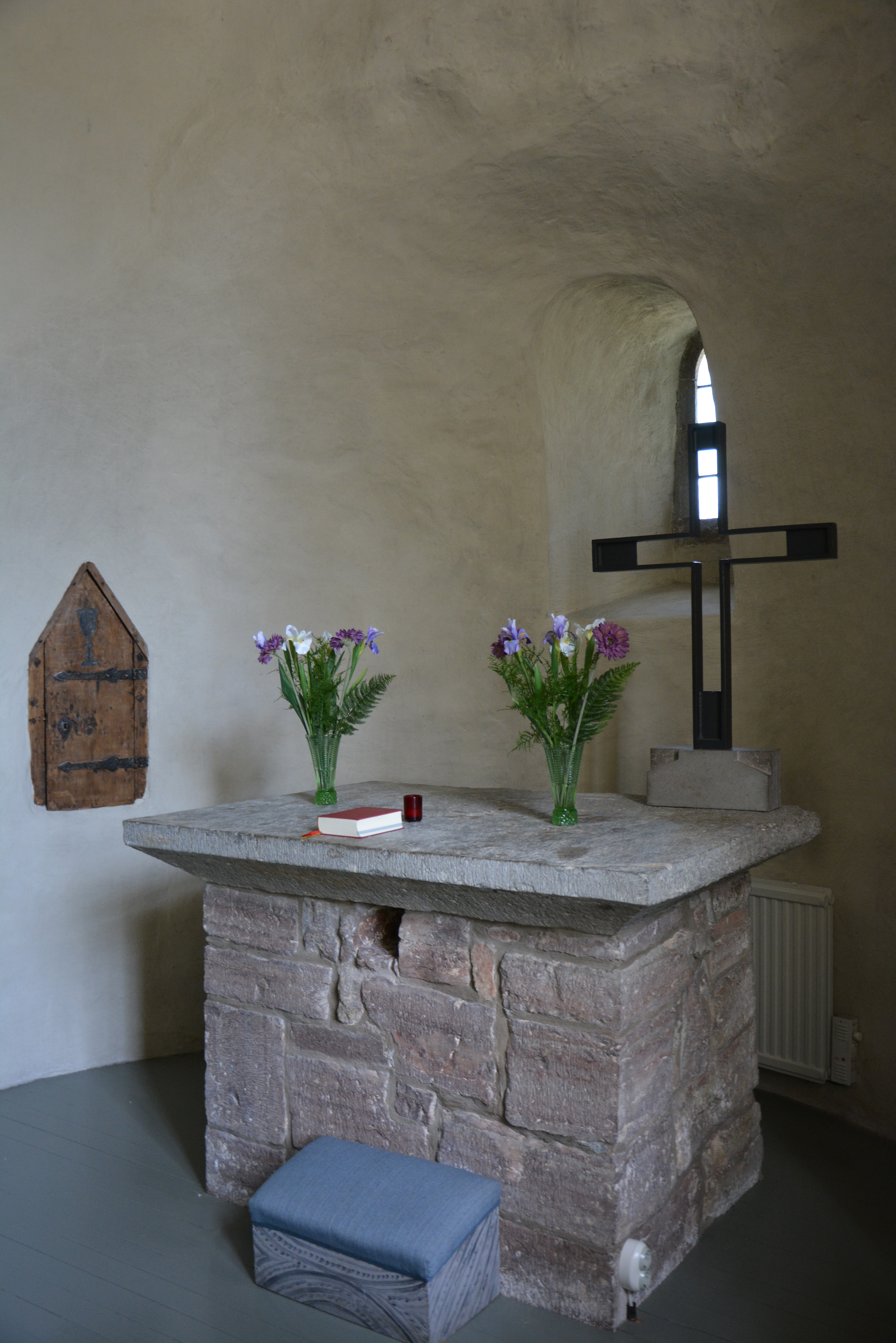
Altaret.
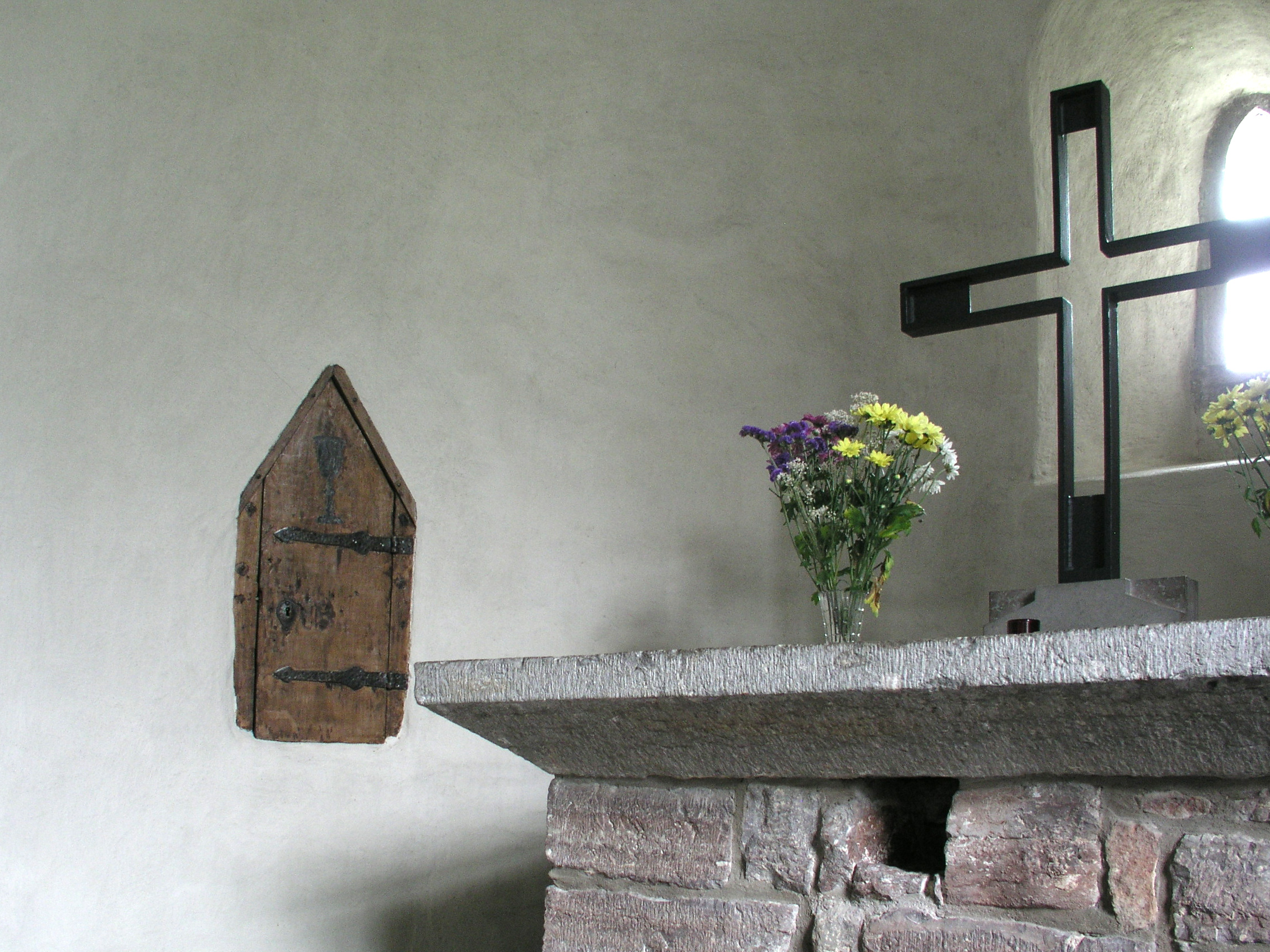
Altarskivan med krucifix och sakramentsskåpet på korabsidens norra vägg.
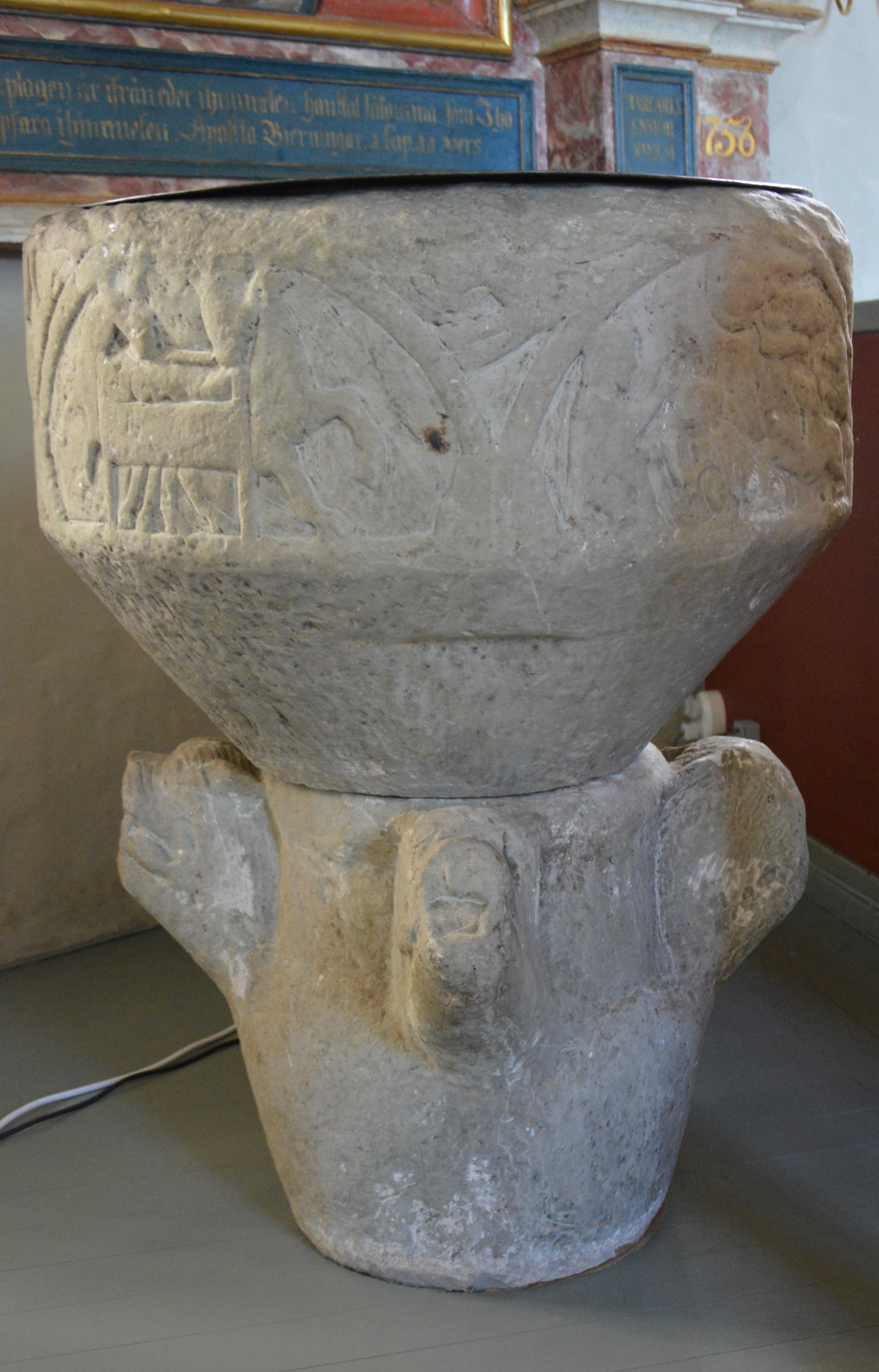
Dopfunten av sandsten.
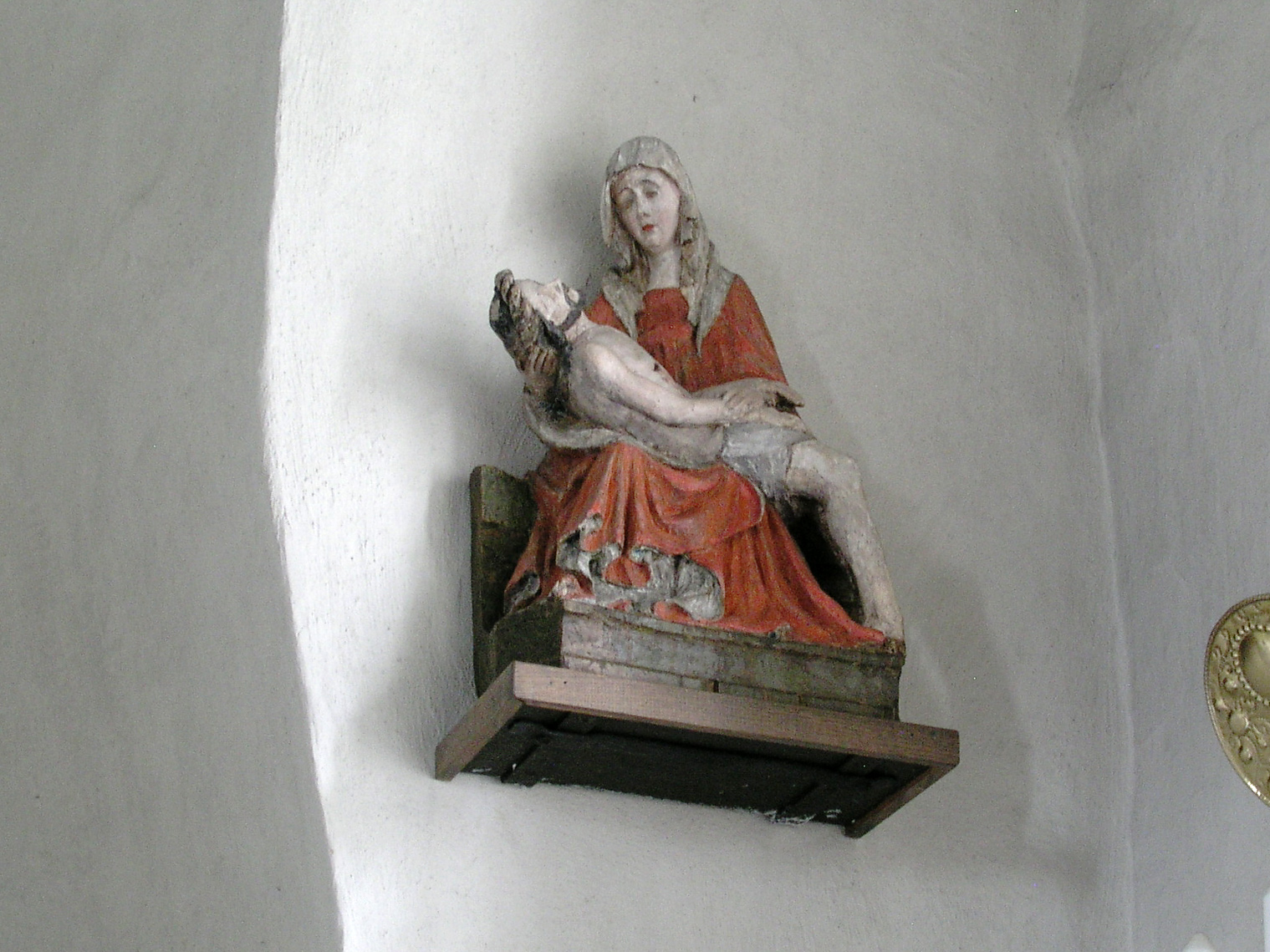
Pietà, Jungfru Maria med den döde Kristus.
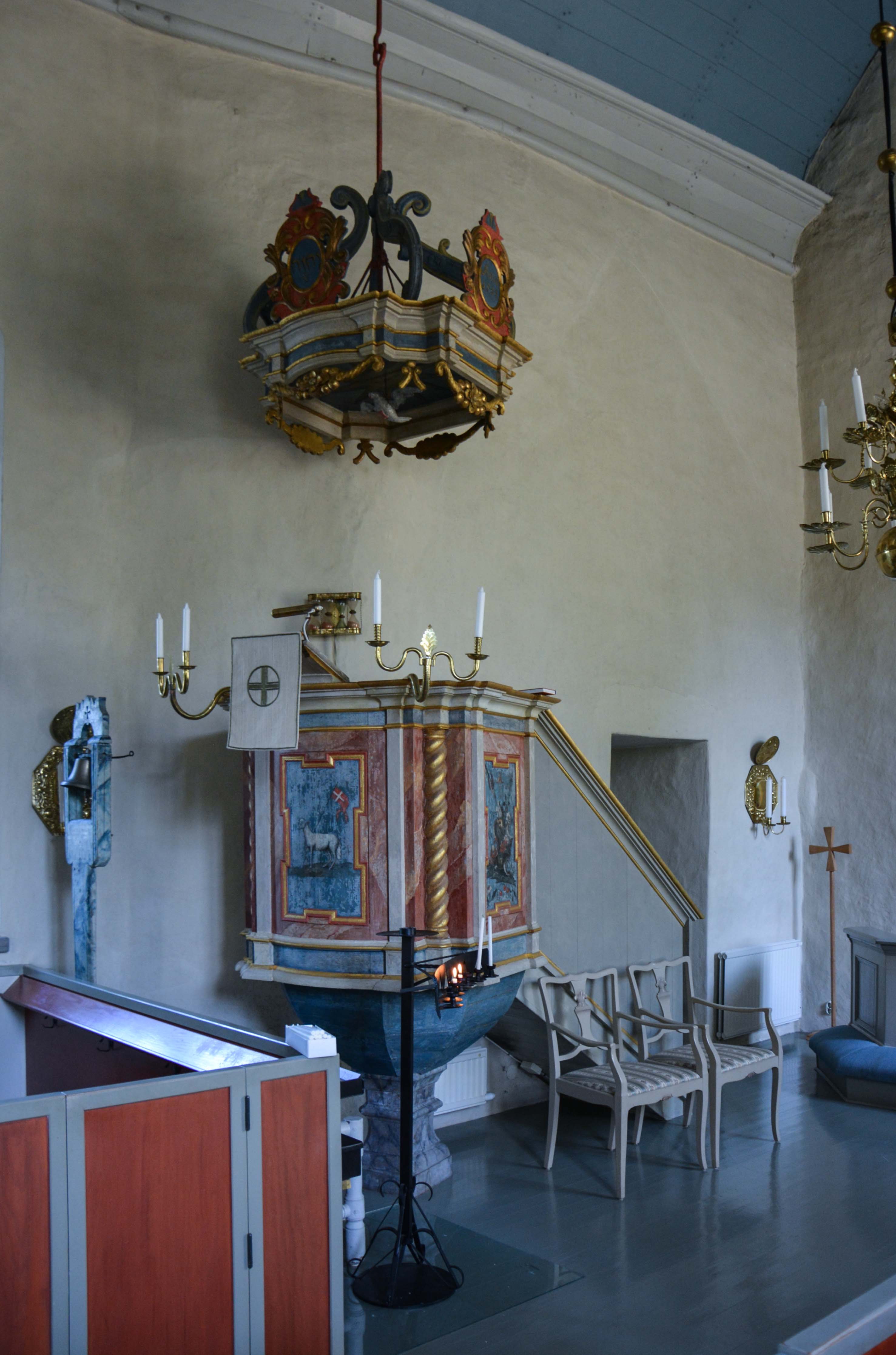
Predikstolen.
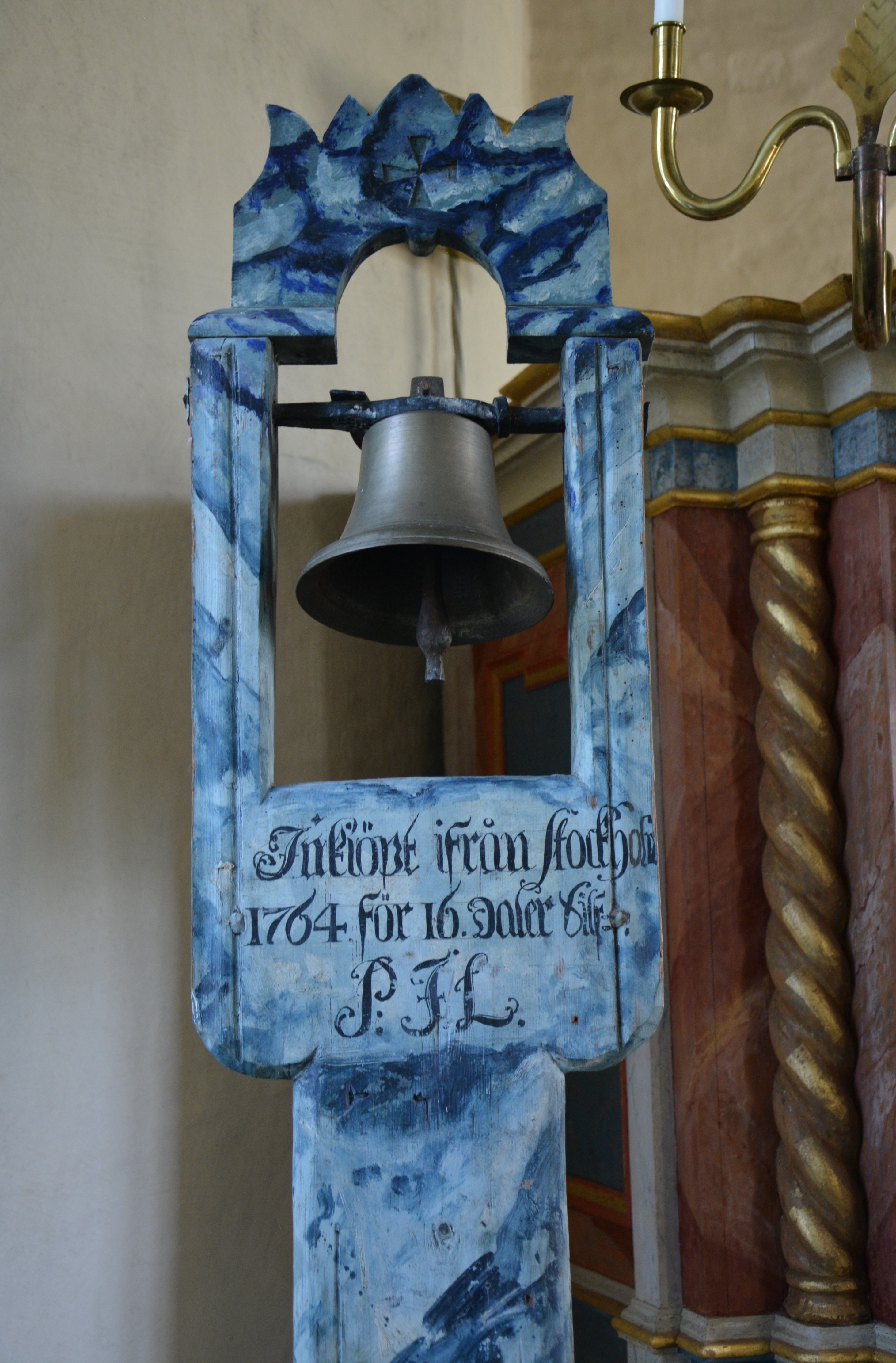
Sanctusklockan.
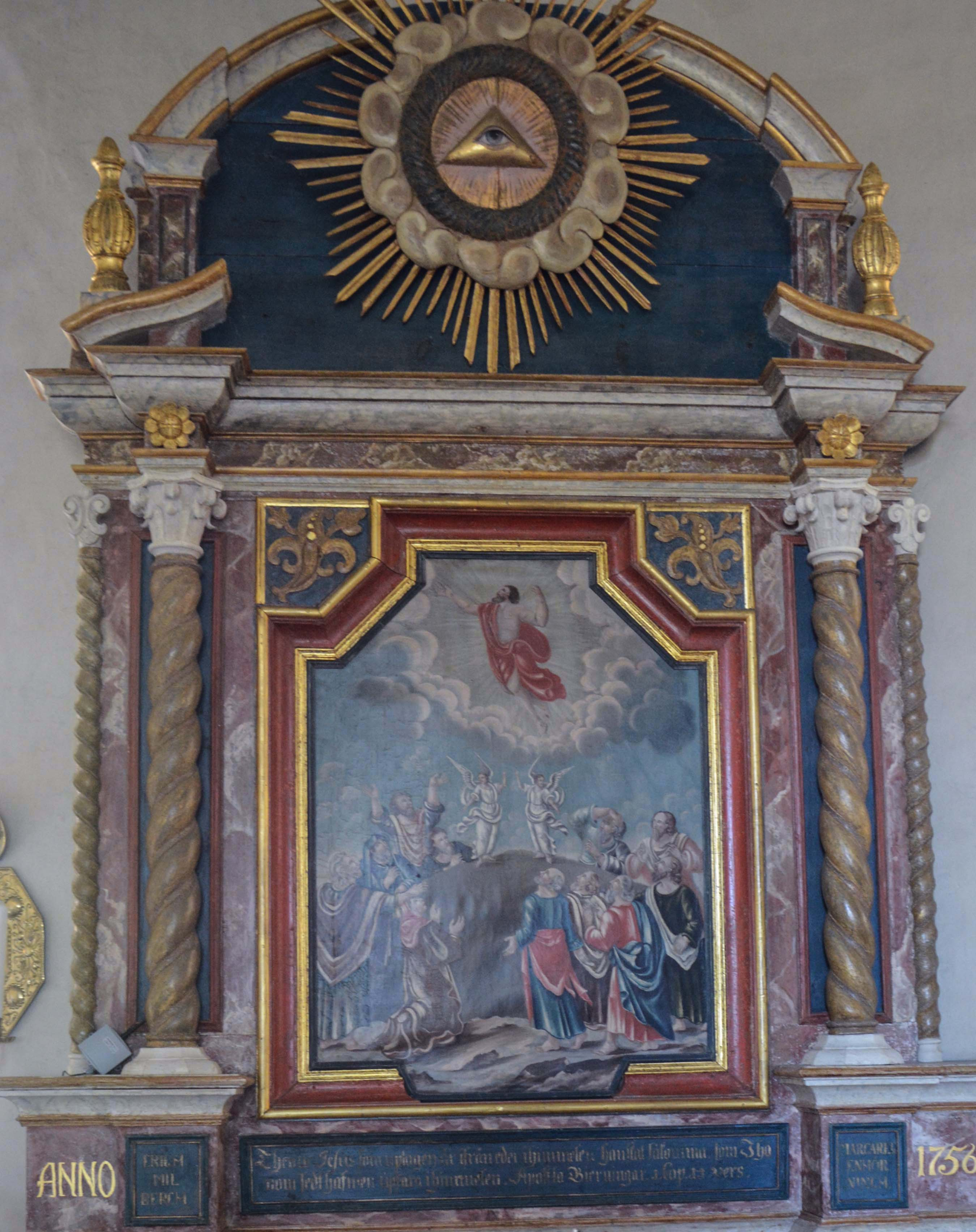
Altartavlan: Kristi himmelsfärd (flyttad från koret till södra långväggen).

## Orgel

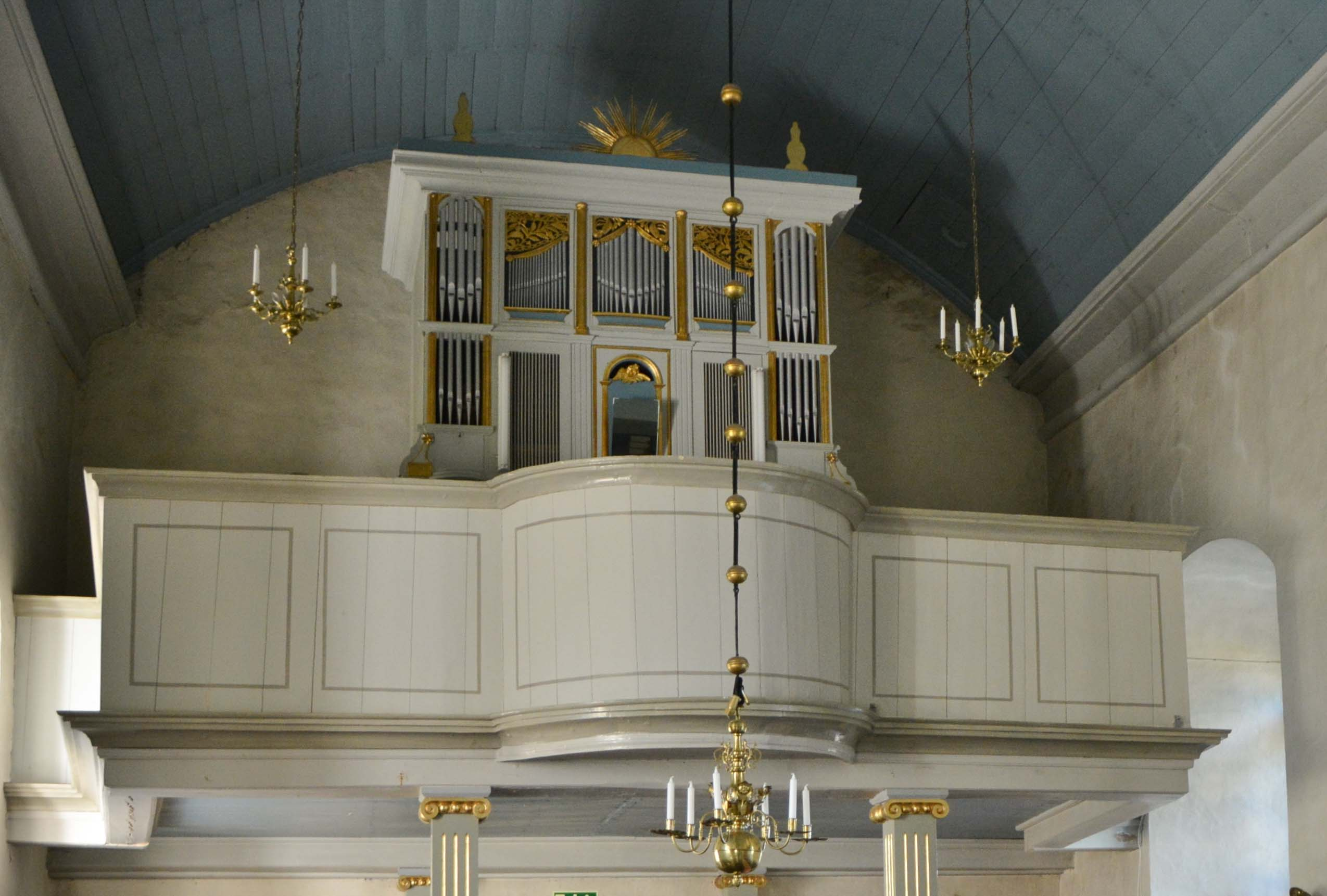
Läktarorgeln.

1841 inköptes en orgel till Egby kyrka. 1852 anskaffades en begagnad mekanisk orgel. Orgelverket och fasaden byggdes om av Sven Petter Pettersson och Nils Petter Petersson. Ursprungligen hade orgeln sju stämmor. Orgelverket har restaurerats och modifierats genom åren:
- 1877 utförde Carl Elfström en ombyggnad av verket.
- 1882 fattades beslut att direktör Johansson skulle renovera orgeln.
- 1959 restaurerades orgeln av Nordfors & Co.
- 1988 renoverades orgeln av Ålems Orgelverkstad, Trumpet 8′ restaurerades.

Nuvarande disposition:
| Manual        | Pedal   |
| Principal 8′  | Bihängd |
| Gedackt 8′    |         |
| Oktava 4′     |         |
| Offenflöjt 4′ |         |
| Oktava 2′     |         |
| Scharf 3 chor |         |
| Trumpet 8′    |         |